# Janusz Urbańczyk

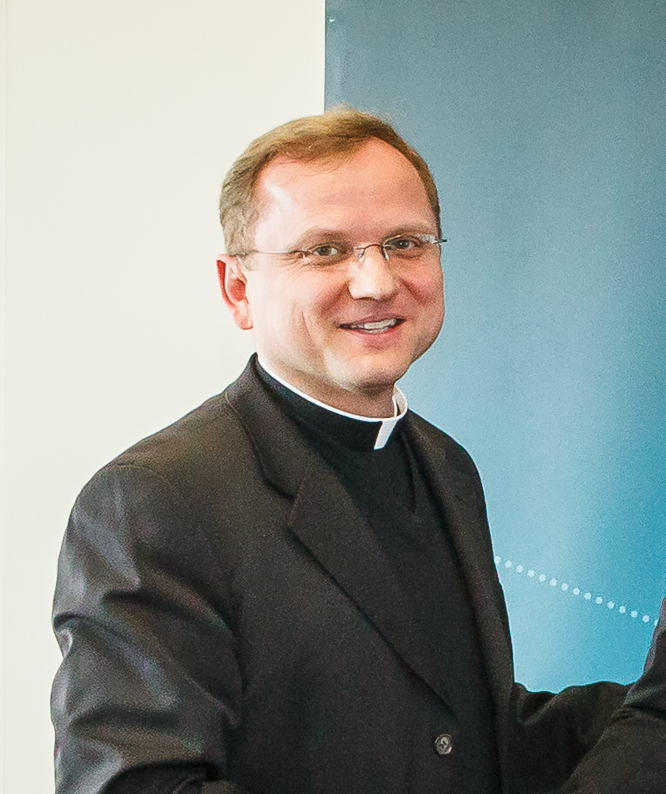
Janusz Urbańczyk

Wappen von Janusz Urbańczyk

Janusz Stanisław Urbańczyk (* 19. Mai 1967 in Kraszewice) ist ein polnischer römisch-katholischer Geistlicher, Erzbischof  und Diplomat des Heiligen Stuhls.

## Leben
Janusz Urbańczyk empfing nach seinem Philosophie- und Theologiestudium am 13. Juni 1992 durch Bischof Andrzej Śliwiński die Priesterweihe für das Bistum Elbląg. 1993 trat er in die Päpstliche Diplomatenakademie ein und absolvierte ein kirchenrechtliches Promotionsstudium.
Er war Sekretär in den Nuntiaturen in Bolivien (1997–2000), der Slowakei (2000–2004), Neuseeland (2004–2007) sowie Nuntiaturrat in Kenia (2007–2010), Slowenien und Mazedonien (2010–2012). Im Jahr 2012 wurde er Direktor beim Ständigen Beobachter des Heiligen Stuhles bei den Vereinten Nationen (UNO) in New York.
Janusz Urbańczyk wurde am 19. Januar 2015 von Papst Franziskus zum Vertreter des Heiligen Stuhls in Wien bei der Internationalen Atomenergie-Organisation (AIEA) und der Organisation für Sicherheit und Zusammenarbeit in Europa (OSZE) ernannt. Des Weiteren wird er den Ständigen Beobachter des Heiligen Stuhles bei den Vereinten Nationen (UNO) in New York in Wien vertreten. Er wird zudem die Vertretung des Vatikans bei der Organisation des Vertrags über das umfassende Verbot von Nuklearversuchen (CTBTO) und bei der Organisation der Vereinten Nationen für industrielle Entwicklung (ONUDI) wahrnehmen.
Papst Franziskus ernannte ihn am 25. Januar 2024 zum Titularerzbischof pro hac vice von Voli und zum Apostolischen Nuntius in Simbabwe. Kardinalstaatssekretär Pietro Parolin spendete ihm am 6. April desselben Jahres in der Kathedrale von Elbląg die Bischofsweihe. Mitkonsekratoren waren der Apostolische Nuntius in Ungarn, Erzbischof Michael Wallace Banach, und der Bischof von Elbląg, Jacek Jezierski.